# João Ribeiro de Carvalho
João Ribeiro de Carvalho, ou apenas João Carvalho, (Santana do Cariri, CE, 22 de maio de 1897 – Teresina, PI, 23 de outubro de 1979) foi um empresário e político brasileiro com atuação no Piauí.

## Dados biográficos
Filho de Manoel Ribeiro de Carvalho e Joaquina Cordeiro de Carvalho. Comerciante e industrial fixado em Amarante, ficou conhecido pela produção de aguardente e rapadura, assim como pela venda de tecidos. Eleito deputado estadual pela UDN em 1947 e 1950, integrou uma dissidência partidária liderada por Matias Olímpio e ingressou no PTB renovando o mandato em 1954, 1958 e 1962. Em seu último mandato vivenciou um caso de antroponímia com a eleição do farmacêutico João Carvalho para deputado estadual, motivo pelo qual pediu à Assembleia Legislativa do Piauí para ser identificado também pelo apelido de "João Pinga", diferenciando-se de seu homônimo.
Autor da lei que emancipou Angical do Piauí, perdeu a eleição para prefeito do referido município em 1958. Com a outorga do bipartidarismo pelo Regime Militar de 1964 através do Ato Institucional Número Dois, João Carvalho ingressou na ARENA sendo eleito prefeito de Amarante em 1966.